# Paradelphomyia (Oxyrhiza) dalei
Paradelphomyia (Oxyrhiza) dalei is een tweevleugelige uit de familie steltmuggen (Limoniidae). De soort komt voor in het Palearctisch gebied.